# Silent 700

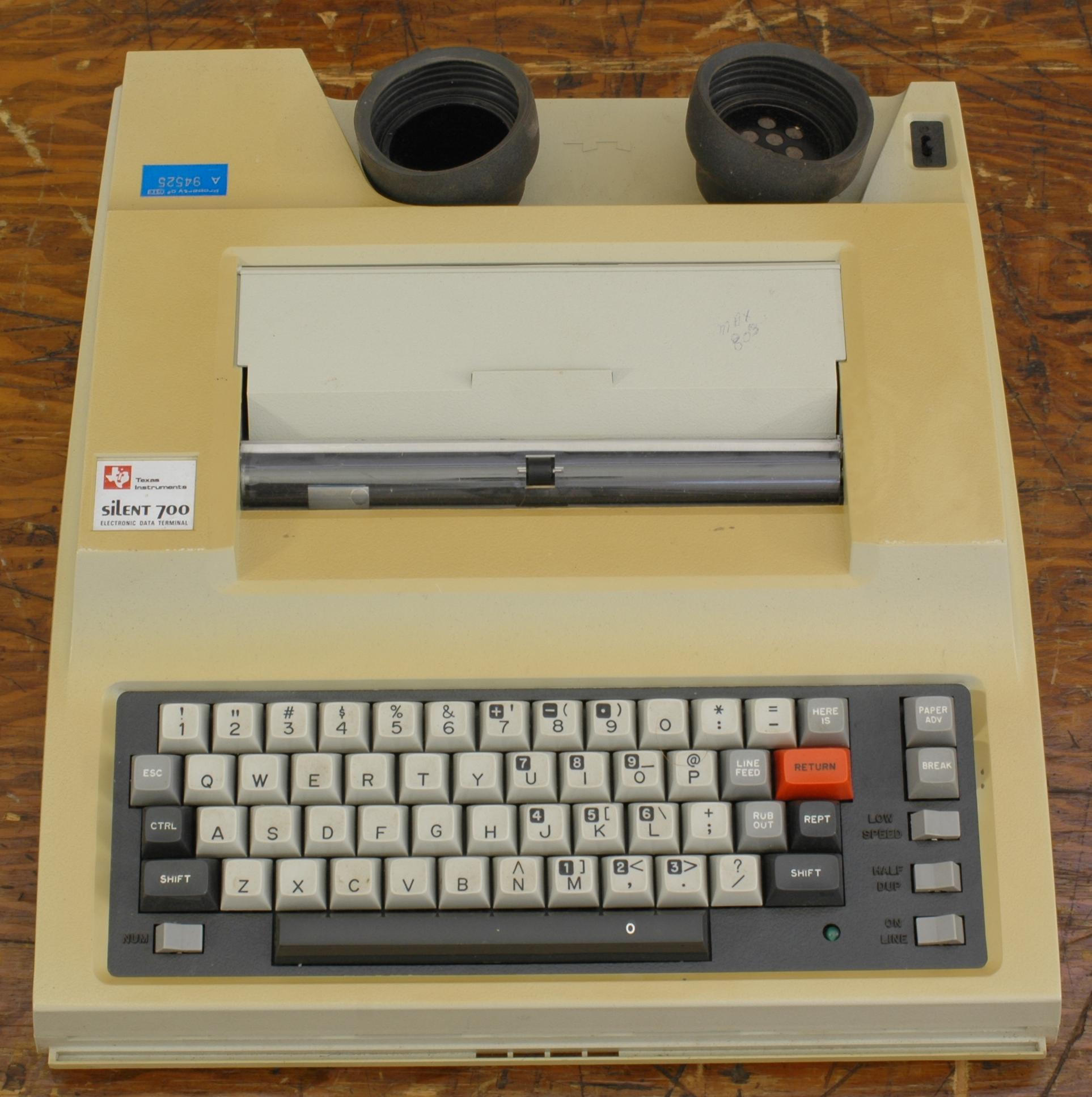
Silent-700 Terminal

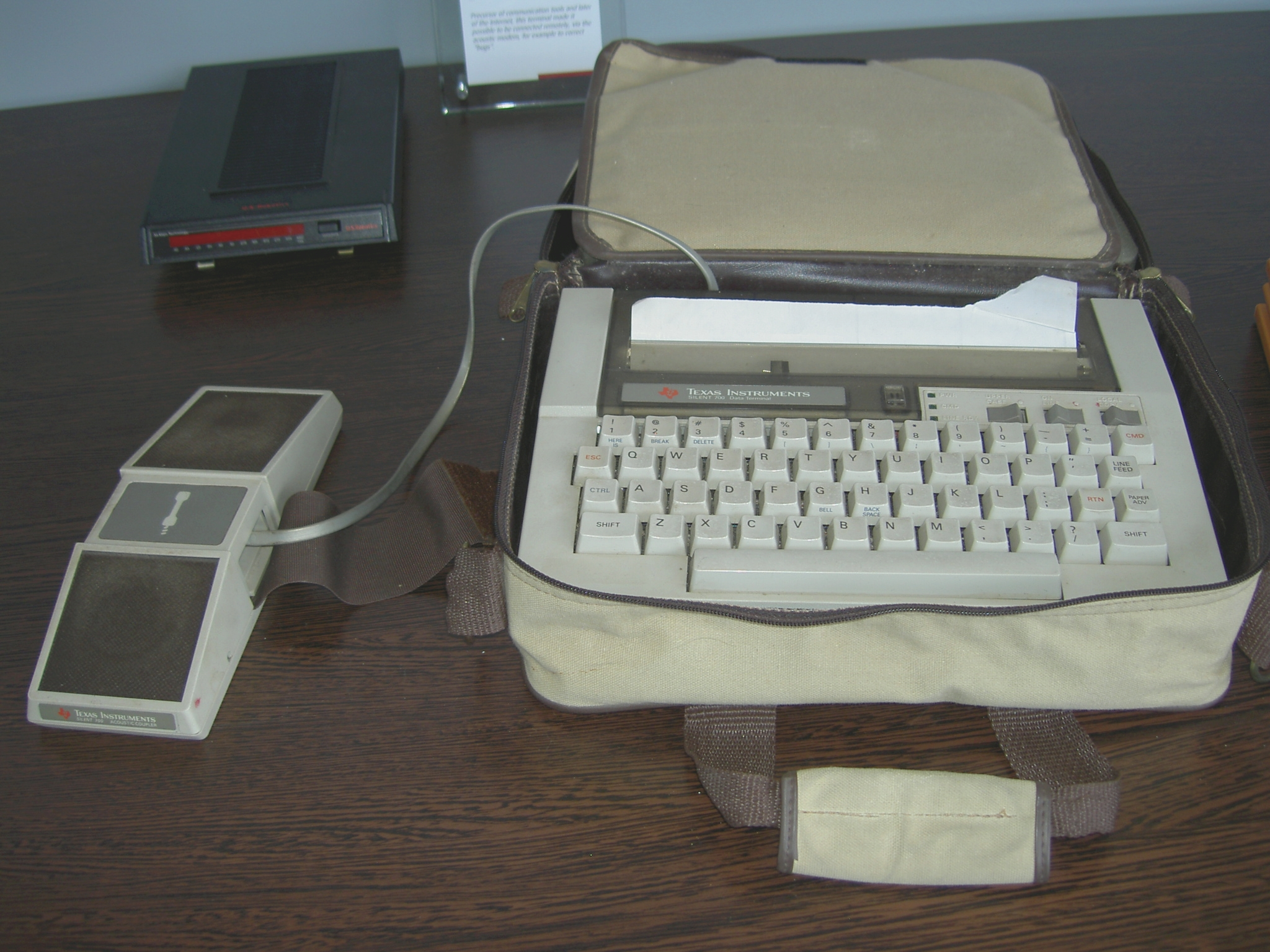
Silent Writer 700

La Silent 700, presentata nel 1971, era una linea di terminali per computer portatile creata dalla Texas Instruments e venduta tra gli anni settanta e gli anni ottanta.  Silent 700s stampava con una matrice di punti 5 x 7 su un rotolo di carta termosensibile. Alcuni modelli erano dotati di accoppiatore acustico integrato e modem in grado di ricevere dati a 30 caratteri al secondo. Altri modelli potevano essere collegati direttamente ai computer a 300 bit/secondo (bps) e venivano talvolta utilizzati come console di sistema dove veniva conservata per un periodo di tempo una registrazione cartacea delle attività .

## Capacità locali
Era inclusa una coppia di dispositivi a cartuccia a nastro locali e i dati potevano essere modificati, da nastro a nastro, per la trasmissione successiva.

## Model 725
Il Model 725 aggiunse la possibilità di cambiare bit rate a 110, 150 e 300, corrispondenti a 10, 15 o 30 caratteri al secondo.

## Model 745
Il Model 745 venne presentato nel 1975 come "il portatile più leggero ora disponibile."

## 1200 bps
Poiché la comunicazione dialup a 1200 bps divenne più comune tra i fornitori di time-sharing, il Silent 700 dovette affrontare il problema che la tecnologia della sua testina di stampa semplicemente non poteva "riscaldare tutti i puntini" a 120 caratteri al secondo. Texas Instruments risolse questo problema nei terminali della serie 780 creando una testina termica di due caratteri, che stampava 60 coppie di caratteri al secondo. Ciò permise alla linea di prodotti di sopravvivere ancora per qualche anno nel nuovo ambiente di elaborazione interattivo ad alta velocità della metà degli anni '80.